# أكسدة موضعية للسيليكون

تمثيل نمطي للأكسدة الموضعية للسيليكون، حيث
1) سيليكون 2) ثنائي أكسيد السيليكون.

الأكسدة الموضعية للسيليكون (ملاحظة 1) هي عملية من عمليات التصنيع الدقيق في صناعة أشباه الموصلات، حيث تتشكل طبقة رقيقة من ثنائي أكسيد السيليكون في مناطق محددة على رقاقة من السيليكون، وبحيث يكون نقاط مستوى التماس Si-SiO2 أخفض من باقي سطح السيليكون.
طورت هذه التقنية من أجل عزل ترانزستورات موسفت عن بعضها؛ لأن طبقة ثنائي أكسيد السيليكون طبقة عازلة ترفع من الأداء الإلكتروني لرقاقة السيليكون. يمكن تمثيل ونمذجة عملية الأكسدة الموضعية للسيليكون باستخدام نموذج ديل-غروف Deal–Grove model.